# Revere (Minnesota)
Revere – miasto w Stanach Zjednoczonych, w stanie Minnesota, w hrabstwie Redwood.